# Gmina Śrem
Die Gmina Śrem [ˈɕrɛm] ist eine Stadt-und-Land-Gemeinde im Powiat Śremski der Woiwodschaft Großpolen in Polen. Sitz des Powiats und der Gemeinde ist die gleichnamige Stadt (deutsch Schrimm) mit etwa 29.600 Einwohnern.

## Geographie
Die Gemeinde mit einer Fläche von fast 206 km² liegt etwa 35 Kilometer südlich der Stadt Posen. Die Warthe durchzieht die Gemeinde von Osten nach Norden.

## Geschichte
Die Gemeinde gehörte von 1975 bis 1998 zur Woiwodschaft Posen.

## Städtepartnerschaften
- Bergen, Deutschland
- Rožnov pod Radhoštěm, Tschechien

## Gliederung
Zu der gehören Stadt-und-Land-Gemeinde Śrem gehören die Stadt selbst und weitere Dörfer und Orte, die von 32 Schulzenämtern verwaltet werden:
| Name       | deutscher Name (1815–1919)             | deutscher Name (1939–1945)              |
| ---------- | -------------------------------------- | --------------------------------------- |
| Barbarki   | Vorwerk Barbarki                       |                                         |
| Binkowo    | Binkowo                                | 1939–1943 Bergunder 1943–1945 Berganger |
| Błociszewo | Blociszewo                             | Moorau                                  |
| Bodzyniewo | Bodzyniewo                             | Stammdorf                               |
| Borgowo    | Borgowo                                | Bitterfeld                              |
| Bystrzek   | Bystrzek Hauland                       | Wieseneck                               |
| Dąbrowa    | Dombrowo, Dorf u. Vorwerk              | Eichenstein                             |
| Dalewo     | Dalewo                                 | Bruchtal                                |
| Dobczyn    | Dobczyn                                | Gutenberg                               |
| Gaj        | Gaj bei Blociszewo                     | Hain                                    |
| Góra       | Gora                                   | Glückshöhe                              |
| Grobelka   | Forsthaus Grobelka                     |                                         |
| Grodzewo   | Dombrowo Hauland 1906–1919 Eichenstein |                                         |
| Grzymysław | Grimsleben                             | Grimsleben                              |
| Jelenczewo | Vorwerk Jelenczewo                     |                                         |
| Kadzewo    | Kadzewo                                | Köhlerhof                               |
| Kaleje     | Kaleje                                 | Karlsruh                                |
| Kawcze     | Kawcze                                 |                                         |
| Kotowo     | Kotowo                                 | Katzhof                                 |
| Krzyżanowo | Krzyzanowo 1906–1945 Kreuzfelde        | Kreuzfelde                              |
| Łęg        | Leng                                   | Lengfeld                                |
| Luciny     | Lucin                                  | Luzienhagen                             |
| Marianowo  | Marianowo                              | Marienhain                              |
| Marszewo   | Vorwerk Marszewo                       |                                         |
| Mateuszewo | Vorwerk Mateuszewo                     |                                         |
| Mechlin    | Mechlin                                | Waldheim                                |
| Mórka      | Murka                                  | Moorfelde                               |
| Niesłabin  | Nieslabin                              | Niederau                                |
| Nochówko   | Nochowko                               | Nochauer Hauland                        |
| Nochowo    | Nochau                                 | Nochau                                  |
| Olsza      | Kleinlinde                             | Kleinlinde                              |
| Orkowo     | Orkowo                                 | Orkau                                   |
| Ostrowo    | Ostrowo bei Schrimm                    | 1939–1943 Osterode 1943–1945 Osterrode  |
| Pełczyn    | Pelczyn                                | Pelsen                                  |
| Psarskie   | Psarskie                               | Wartheblick                             |
| Pucołowo   | Pucolowo 1906–1919 Brunnen             | Brunnen                                 |
| Pysząca    | Pyszonca                               | 1939–1943 Tonfelde 1943–1945 Sansberg   |
| Sosnowiec  | Sosnowiec                              | Erlental                                |
| Śrem       | Schrimm                                | Schrimm                                 |
| Szymanowo  | Szymanowo                              | Seedorf                                 |
| Tesiny     | Vorwerk Tesin                          |                                         |
| Wirginowo  | Wirginowo                              | Windsau                                 |
| Wyrzeka    | Wyrzeka                                | 1939–1943 Weizenfelde 1943–1945 Wirsen  |
| Zbrudzewo  | Zbrudzewo                              | Oberau                                  |